# Българско търговско параходно дружество
Българското търговско параходно дружество (БТПД) е българско предприятие за морски транспорт със седалище във Варна, основано през 1892 година и съществувало до края на 1947 г.

## История
Създадено е като предприятие с държавно и частно участие с цел да се намалят транспортните разходи при износа на българско зърно към Източното Средиземноморие. Инициативата за създаването му е подета през 1887 година от политика Георги Живков и е продължена малко по-късно от влиятелния варненски търговец Велико Христов. Съставен е Комисариат на БТПД, в чиито състав са включени също Стат Паница, Янко Славчев, Хр. Ангелов, Кръстьо Мирски, Руси Матеев, Михаил Колони, П. А. Попов, П. Енчев и Иван Мънзов. След преговори с правителството, през 1892 година е приет закон за създаване на дружеството. Държавата участва с 25% от капитала и предоставя годишна субсидия от 9% от капитала, като същевременно получава привилегии при превоза на пощенски пратки, държавни служители и военен персонал. Акциите, предвидени за частни инвеститори, не са продадени напълно, като основни купувачи са търговци на зърно от Варна и Добруджа, но също и значителен брой дребни акционери – чиновници, учители, офицери.
През 1892 - 1893 г. морските съобщения между Бургас, Анхиало, Варна и Балчик се изпълняват от парахода "Султан" на австро-унгарската корабна агенция "Лойд", който впоследствие е изместен от предпочитанията на правителството в тази дейност от по-малкия, но изискващ по-ниска парична субвенция параход "Съединение", принадлежащ на созополския жител К. Теофаниди. Веднага след създаването си БТПД поръчва в Нюкасъл ъпон Тайн два нови търговски кораба, на които е предвидена и възможност за монтиране на по две оръдия. Те пристигат във Варна през 1894 година и започват работа, главно по западното Черноморие, с екипаж, съставен основно от далматинци и гърци. Само за няколко месеца дейността на предприятието довежда до драстичен спад в цените на водния транспорт при износа на български стоки – четири до десет пъти. Към 1896 г. параходите на дружеството редовно циркулират между Бургас и Варна. Според данни в редовния печат през 1905 г. Българското параходно дружество установява в село Бяла спирка на парахода „София“ по маршрута Варна-Бургас.
БТПД постига относително ниска рентабилност и разчита за съществуването си на държавната субсидия. В началото на XX век се разглежда възможността дружеството да бъде закрито или изцяло национализирано. До Балканските войни, когато корабите му са мобилизирани, техният брой е достигнал до едва пет. В края на Междусъюзническата война те са изпратени на неутрална територия в Севастопол. След като подновява дейност, БТПД продължава да организира екскурзия с парахода "Цар Фердинанд" по маршрут Варна - Цариград - Смирна - Александрия - Йерусалим - Бейрут и обратно.
През Първата световна война корабите на БТПД отново са мобилизирани. В края на войната те вече са шест, като след Солунското примирие през 1918 година са реквизирани и в продължение на две години плават под френски флаг.
През междувоенния период БТПД започва да се развива по динамично и значително подобрява рентабилността си. През 1923 г. дружеството е реализирало 3 860 266 лева чиста печалба.. Всичко това дава възможност за нови инвестиции и в навечерието на Втората световна война дружеството разполага с девет кораба с общ дедуейт от 30 хиляди тона. Частните дялове в него се концентрират, включително значителен дял под контрола на варненския индустриалец Асен Николов. В края на 30-те години в парламента се обсъжда национализацията на БТПД, но тя отново не е реализирана. По случай евтината зимна седмица през януари 1936 г. дружеството отпуска парахода "Евдокия" за крайбрежни екскурзии от манастира св. Константин до устието на р. Камчия, като приходите са планувани за благотворителни цели.
В началото на Втората световна война БТПД има значителни търговски успехи, поради насочването на трафика между Централна Европа и Близкия изток по Дунав и през Черно море, но през 1941 година част от корабите му са мобилизирани и поставени на разположение на Германия, като един от тях потъва след пожар при Пирея. До края на войната и деветте кораба на дружеството са потопени, като Германия го компенсира с 5 германски кораба. Тази компенсация не е призната от Съветския съюз, който реквизира тези кораби, а остатъците от предприятието са национализирани и включени в създаденото през 1948 година Държавно параходство „Български морски флот“.